# NGC 6090
NGC 6090 is een groep van 2 interagerende spiraalvormige sterrenstelsels in het sterrenbeeld Draak. De sterrenstelsels liggen ongeveer 382 miljoen lichtjaar van de Aarde verwijderd en werden op 24 juni 1887 ontdekt door de Amerikaanse astronoom Lewis A. Swift. De centra van beide sterrenstelsels liggen ongeveer 10.000 lichtjaar uit elkaar.

## Synoniemen
- UGC 10267
- IRAS 16104+5235
- MCG 9-26-64
- ZWG 275.29
- MK 496, ZWG 276.2
- KCPG 486B
- 1ZW 135
- VV 626
- PGC 57437